# Средние Шиуши
Средние Шиуши (чув. Вăтам Шĕвĕш:238) — упразднённая в 1944 году деревня Моргаушского района Чувашской Республики Российской Федерации. Входила на год упразднения в Шиушский сельсовет. Территория вошла в черту деревни Большие Шиуши, ныне входящей в Аликовский район, Чувашско-Сорминское сельское поселение.

## География
Деревня находилась на севере республики, у реки Сорма.

### Климат
Климат умеренно континентальный с продолжительной холодной зимой и тёплым летом. Средняя температура января −12,9 °C, июля 18,3 °C, абсолютный минимум достигал −44 °C, абсолютный максимум 37 °C. За год в среднем выпадает до 552 мм осадков.

## История
С 1917 по 1927 годы входила в Чувашско-Сорминскую волость Ядринского уезда. 1 ноября 1927 года вошла в Аликовский район, Шиушский сельсовет. С 30.3.1944 включена в Моргаушский район:238.
В 1944 г. Передние, Средние и Верхние слились в Большие Шиуши.